# بحرالغرائب
بحرالغرائب لغت‌نامه‌ای منظومِ فارسی به ترکی از لطف‌الله بن یوسف حلیمی است از نیمهٔ دوّمِ قرنِ نهمِ هجریِ قمری.